# Kristof Frankowski
Kristof Frankowski (ur. 5 maja 1953) – australijski judoka polskiego pochodzenia.
Pochodzi z Krakowa. Treningi judo rozpoczął w 1968 roku w TS Wisła Kraków. W swojej karierze sportowej reprezentował Polskę, Australię i Nową Zelandię . Wyemigrował do Australii w 1993 roku. 
4-krotny mistrz świata weteranów. Brązowy medalista mistrzostw Oceanii w 1992. Wicemistrz Australii w 1991,1995 i 2008 roku. 